# 美濃町 (岐阜県)

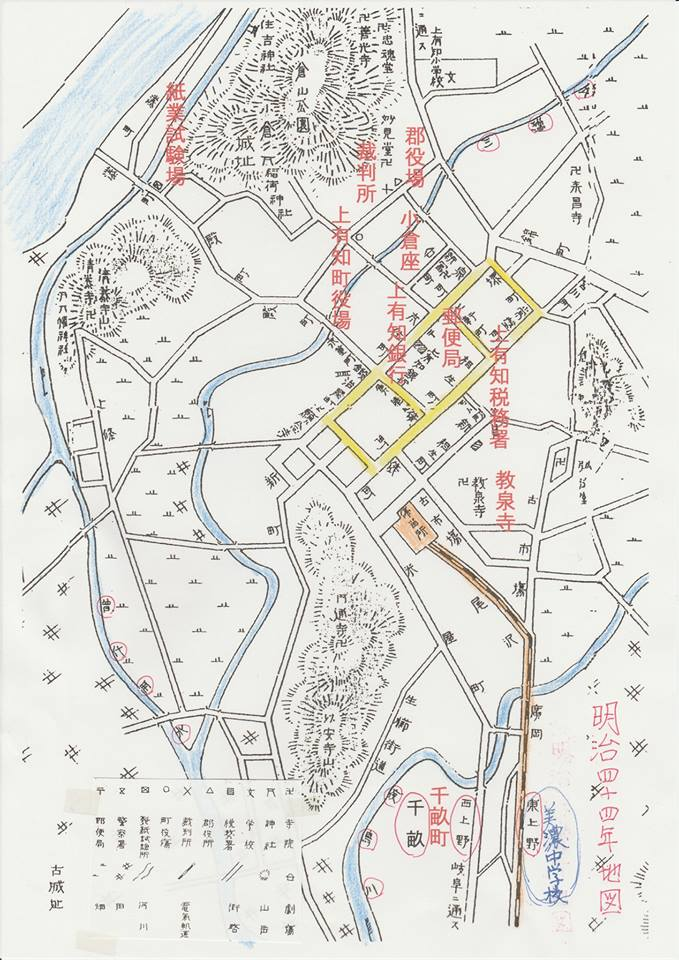
岐阜県武儀郡上有知町地図 1911年（明治44年）

美濃町（みのまち）は、かつて岐阜県武儀郡にあった町である。現在の美濃市の中心部（通称としての美濃町）および長良川・板取川沿いの地域に該当する。
美濃和紙の産地であることにちなんで、1911年（明治44年）に旧町名の上有知町(こうずちちょう)から改名。現在の美濃市は、美濃町が市制施行したものではなく、美濃町と周辺6村が合併・市制施行したものである。ここでは上有知町と美濃町とをともに述べる。

## 歴史
関ヶ原の戦いで東軍で戦った金森長近は徳川家康から「口郡金山より岩佐谷口迄」を加封されて、和紙で栄えていた上有知の町造りをすすめた。当時の町は長良川近くの低地にあり、度々洪水の被害を受けていた為に、1605年（慶長10年）町を現在の高台に移した。
- 1600年（慶長5年） - 金森長近が小倉山城を築城。城下町を築く他、長良川に上有知湊を開く。これにより和紙の産地及び物資集散の拠点として、上有知村は商業の町となっていく。
- 1611年（慶長16年） - 金森長光死去により上有知藩は廃藩となる。
- 1615年（元和元年） - 尾張藩領となる。以降幕末まで尾張藩領となる。
- 1889年（明治22年）7月1日 - 町村制により武儀郡上有知村が町制施行。武儀郡上有知町となる。
- 1911年（明治44年）
  - 2月11日 - 美濃電気軌道が開業。
  - 4月1日 - 改称して上有知町から美濃町となる。
- 1925年（大正14年）7月18日 - 安曽野村を編入。
- 1948年（昭和23年） - 戦後の警察制度改正で、自治体警察と国家警察に分かれたが、美濃町には自治体警察として美濃町警察が教泉寺の裏（現在の美濃ふたば幼稚園の場所）に設置された。
- 1954年（昭和29年）4月1日 - 武儀郡洲原村、下牧村、上牧村、大矢田村、藍見村、中有知村と合併し美濃市が発足。同日美濃町廃止。

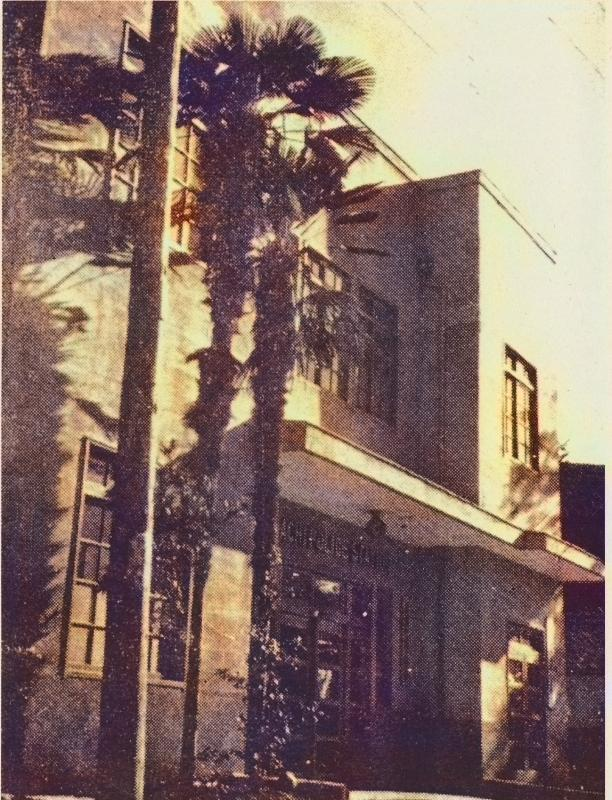
美濃町自治警察（昭和23年）

## 交通機関
- 国鉄越美南線
  - 美濃町駅 美濃紙や楮などの原料を輸送が飛躍的に改善した。
- 名古屋鉄道美濃町線
  - 美濃町駅前駅[2]・新美濃町駅

## 名所・旧跡
- 小倉山 - 関ヶ原の戦い後、金森長近が中世まで尾崎丸山と呼ばれたこの山を、 京の名勝に因んで「小倉山」と改称し、慶長10年（1605年）には長近の隠居城である小倉山城を築いた。小倉山は小倉公園として市民の憩いの場となり、山頂にある展望台から「うだつの上がる町並み」を望むことができる。
  - 小倉公園
  - 小倉山城跡
- 八幡神社
- 美濃橋（国の重要文化財、土木学会選奨土木遺産） - 小倉山の急峻な西面を長良川が流れる地点に架かる日本に現存する最古の近代吊橋である。室町時代から前野渡舟場は牧谷と上有知をつなぐ重要な通路であった。
- 教泉寺 - 開山1559年（永禄2年）の西本願寺派の寺。寺の山門は小倉公園にあった尾張藩上有知代官所の門を移築と伝えられている。杉原千畝の戸籍に記載された出生地の住所にある寺である。千畝も「上有知町の仏教寺の借間にあった税務官吏の家に生まれた」と手記に自筆で記している[3]。実際に千畝の父好水（よしみ）は税務官吏で、千畝出生の当時、この寺に隣接する上有知税務署（現在の美濃ふたば幼稚園の場所）に勤めていた[4]。同寺は高台の南端にあり千畝（字、現在の千畝町）方面を展望できる最良の場所にある。
- 上有知湊跡 - 物資運送の玄関口として長良川河畔に築かれた湊と灯台。県指定重要文化財。
- 上有知税務署・上有知警察署跡（現在の美濃ふたば幼稚園） - 上有知税務署には杉原千畝の父好水が千畝の出生した1900年（明治33年）1月1日に勤務していた[5]。
- 千畝（字）[6] - 現在の千畝町。高台にある教泉寺からは千畝方面が展望できる。
- 杉原千畝生誕地案内板 - 1900年1月1日に杉原千畝が教泉寺の借間で生誕したことを示す案内板。2018年10月13日より教泉寺の山門前に設置されている。

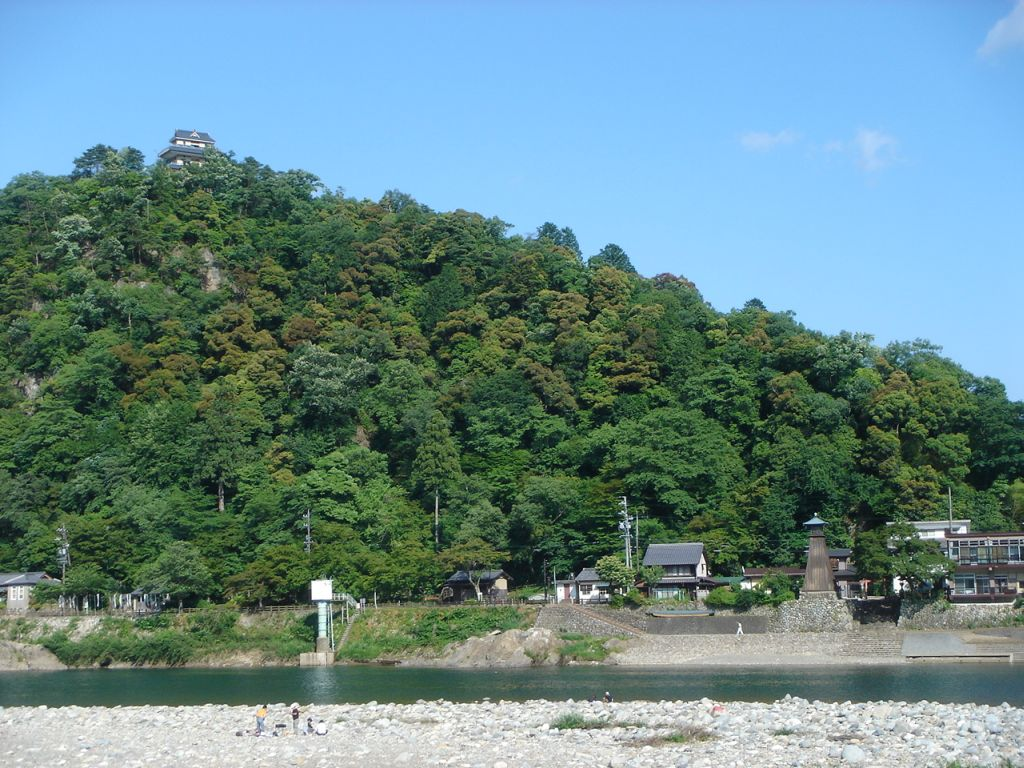
小倉山と長良川
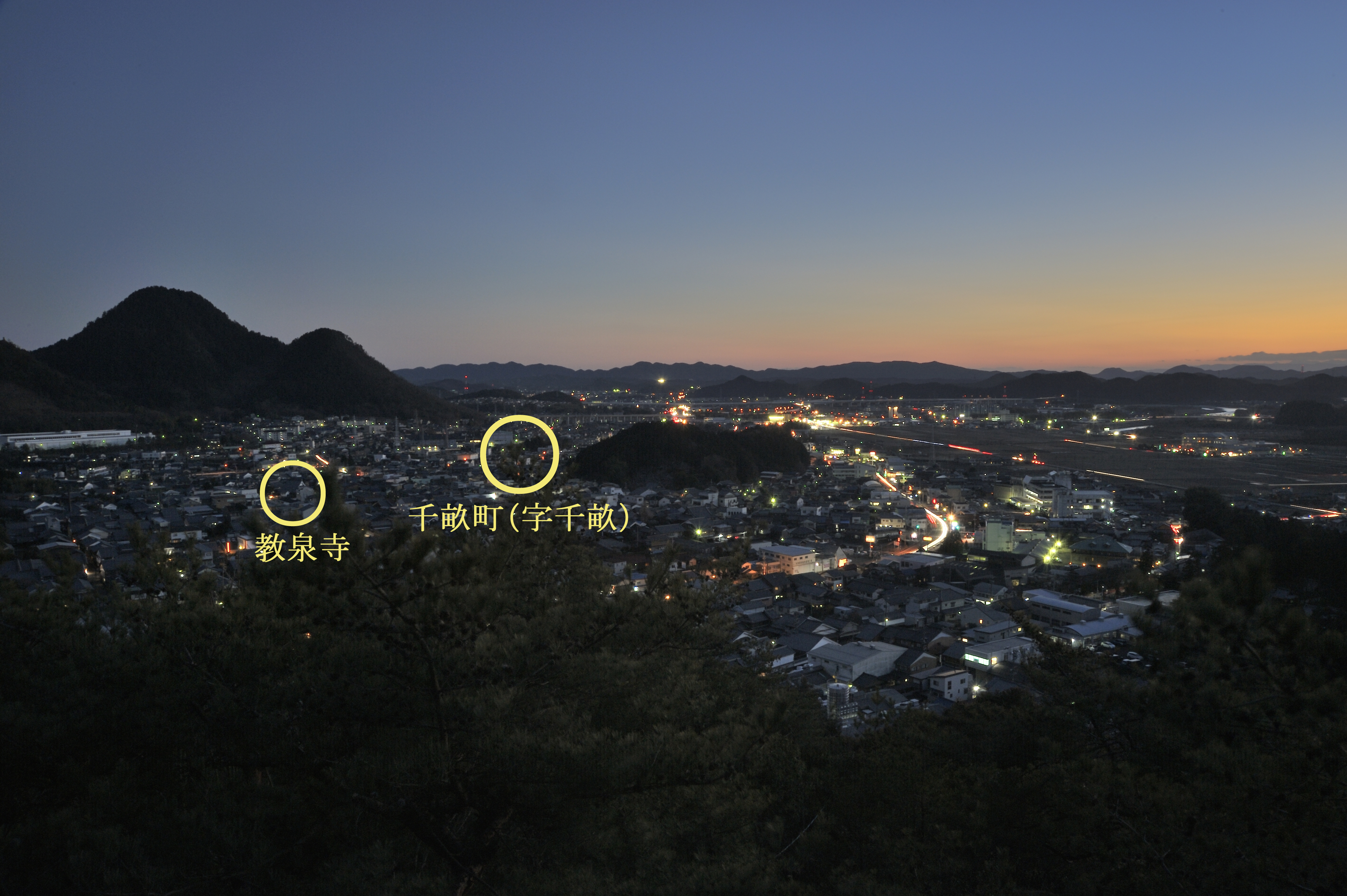
小倉山からのまちの展望
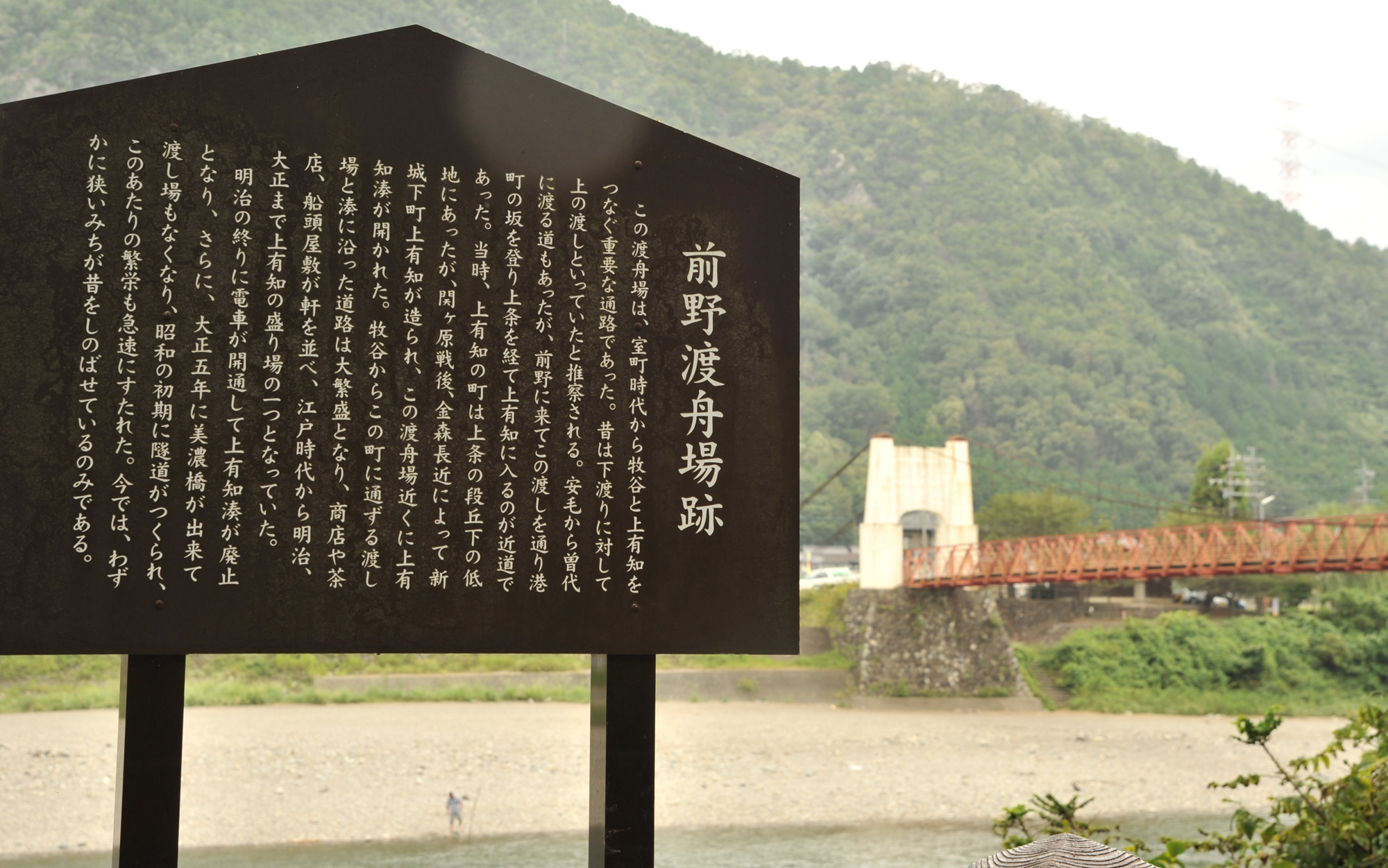
美濃橋
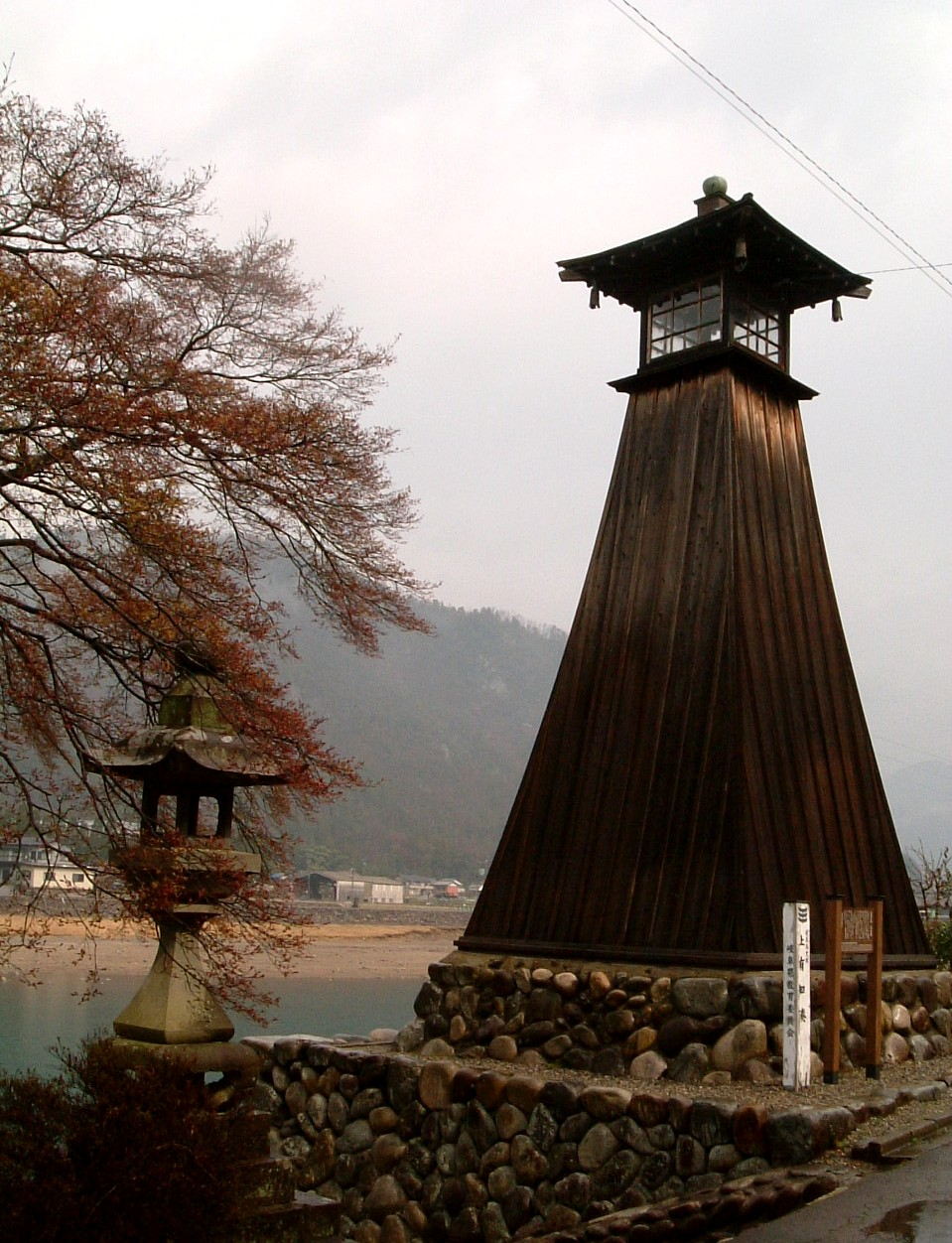
上有知湊跡川湊灯台
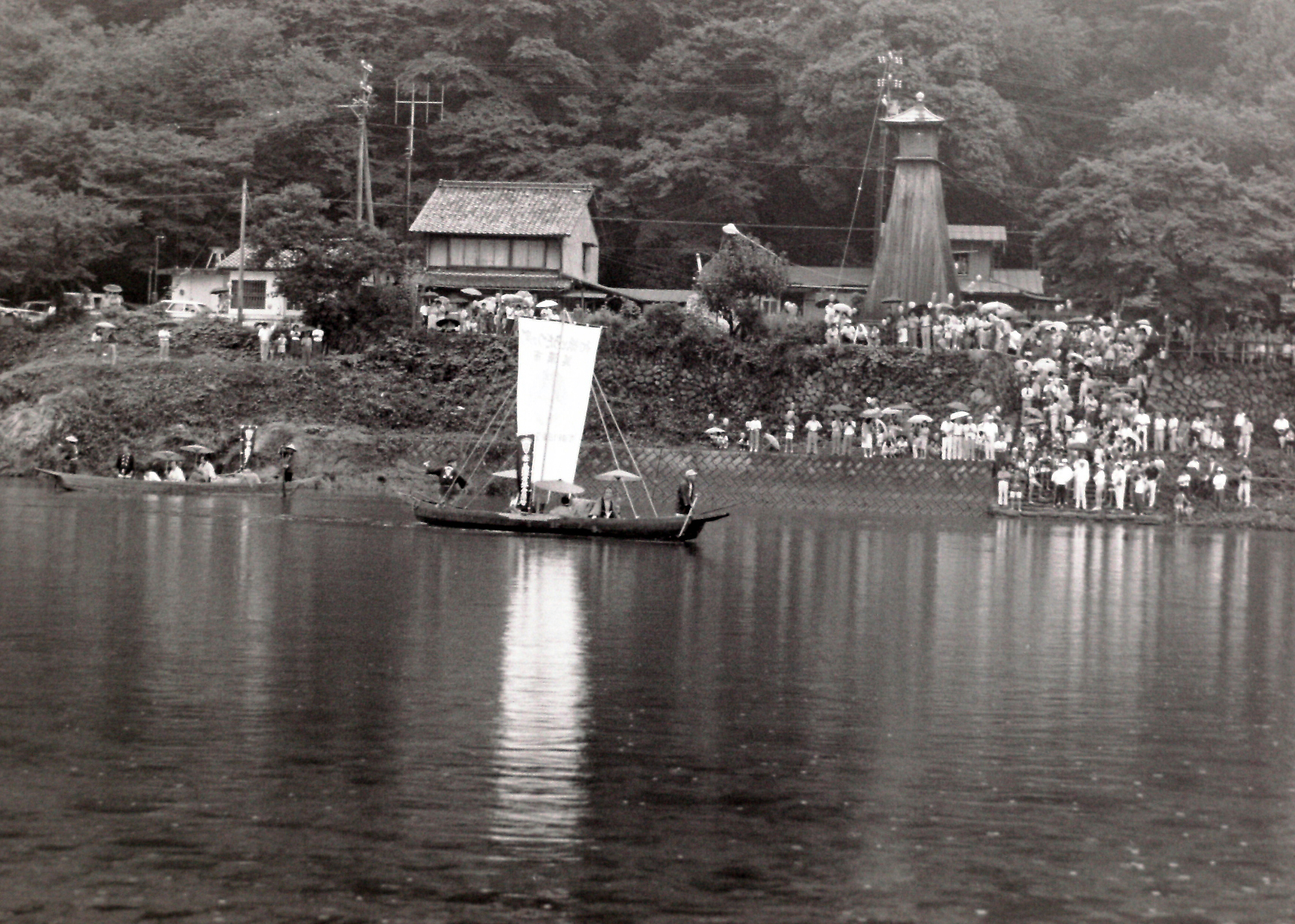
美濃青年会議所によって再現された岐阜方面への和紙運搬（1988年）
教泉寺

### うだつの上がる町並みと秋葉様
高台に移設された上有知は水の便が悪く、度々大火に襲われた。その歴史を「うだつの上がる町並み」と、屋根に祭られた「秋葉様」で見ることができる。「うだつ（卯建）」とは、もともと火災のときに隣家からの延焼を防ぐための防火壁であった。隣り合う切妻造の屋根を一段高くして防火壁とし、板葺屋根に袖壁を一段高くし小屋根を付け、江戸時代には板葺屋根に板うだつが大半であった。城下町から商家町へと発展した上有知では、このうだつは、防火壁の機能と共に商人の権威の象徴としての意味も含むようになった。うだつを上げるためにはそれなりの出費が必要だったことから、慣用句「うだつが上がらない」の語源と考えられている。
鬼瓦等で豪華に飾られた上有知のうだつは、江戸時代後期〜明治5年（1872年）にかけて造られた19棟が今も残っている。その町並みは貴重な建造物群であるとして、文化財保護法に基づき重要伝統的建造物群保存地区として選定され、その中でも代表的な遺例である小坂良治家の住宅は国の重要文化財に指定されている（1979年（昭和54年）2月3日指定）。
「秋葉様」とは静岡県にある秋葉神社の火の神で、組地区毎に、屋根に祭り、毎年代表者が「代参」している。

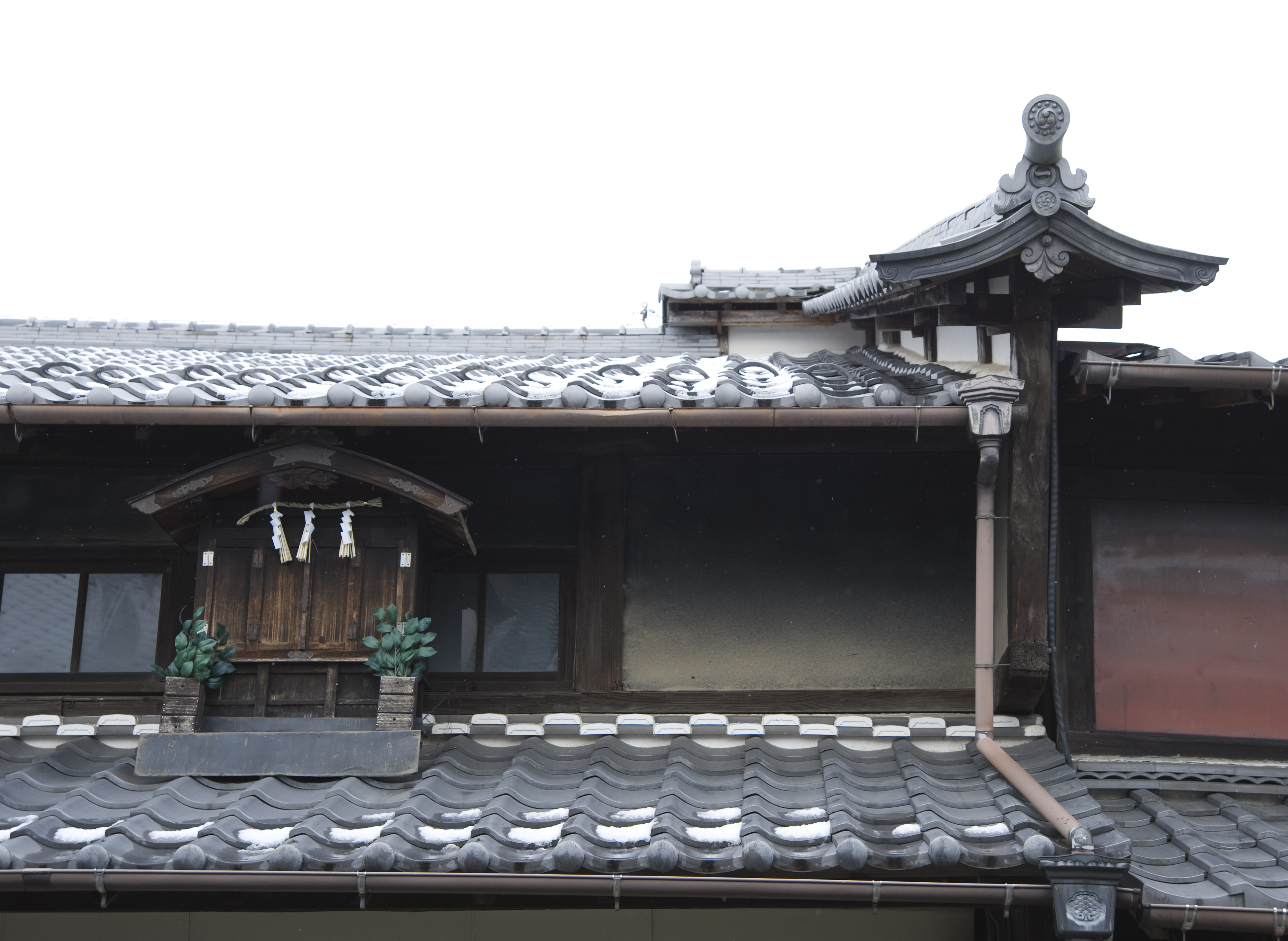
「うだつ」と「秋葉様」
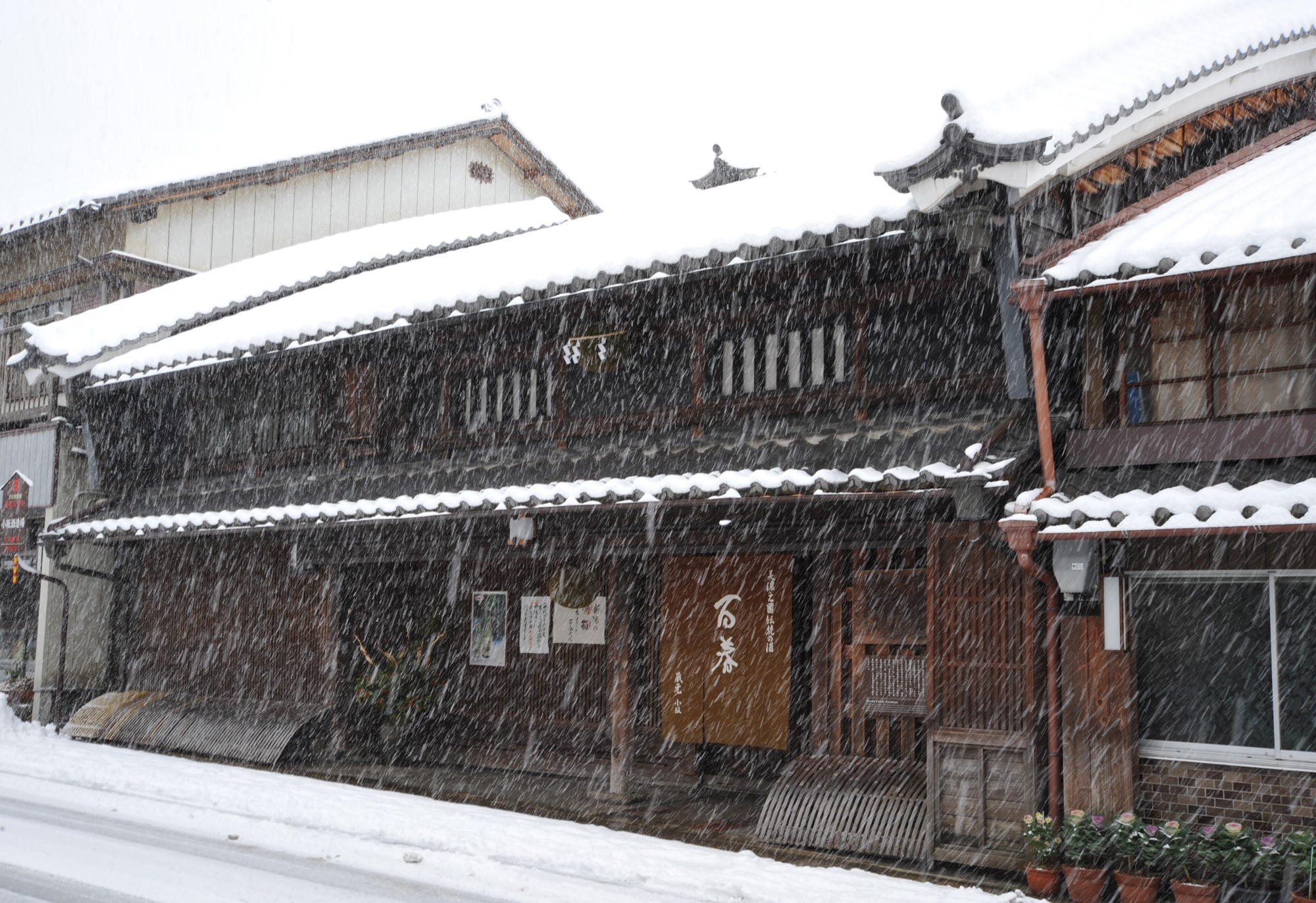
うだつ造りの小坂家住宅は江戸時代から酒造業を営んできた旧家であり、「むくり屋根」がその歴史を伝えている。

## 教育
- 美濃町立美濃小学校 （現・美濃市立美濃小学校）
- 美濃町立美濃中学校 （現・美濃市立美濃中学校）
- 岐阜県立武義高等学校